# Ib Kastrup
Ib Kastrup (født 30. marts 1956) er en dansk manuskriptforfatter, uddannet på Den Danske Filmskoles manuskriptlinje i 1990. Han skrev bl.a. manuskriptet til Anja og Viktor i 2003 og Hvidsten Gruppen i 2012..